# Lady Julia Percy Island
Lady Julia Percy Island är en ö i Australien. Den ligger i delstaten Victoria, omkring 270 kilometer väster om delstatshuvudstaden Melbourne. Arean är 1,8 kvadratkilometer. Den sträcker sig 1,7 kilometer i nord-sydlig riktning, och 2,0 kilometer i öst-västlig riktning.
Genomsnittlig årsnederbörd är 931 millimeter. Den regnigaste månaden är juni, med i genomsnitt 129 mm nederbörd, och den torraste är februari, med 22 mm nederbörd.